# Плотников, Николай Иванович
Николай Иванович Плотников (1910—1998) — учёный-геолог, гидрогеолог, лауреат премии имени Ф. П. Саваренского (1989).

## Биография
Родился 6 декабря 1910 года, г. Байрам-Али Туркменской ССР.
В 1932 — окончил Среднеазиатский государственный университет.
В 1960 году — защитил кандидатскую, тема: «Подземные воды рудных месторождений», а в 1961 году — докторскую диссертацию, тема: «Водоснабжение горнорудных месторождений».
Вел преподавательскую деятельность в МГУ: профессор (1973—1986), профессор-консультант кафедры гидрогеологии (1986—1998), научный руководитель проблемной лаборатории охраны геологической среды (1983—1985) геологического факультета.
Директор Всесоюзного научно-исследовательского института гидрогеологии и инженерной геологии (ВСЕГИНГЕО) (1965—1973).
Умер 31 октября 1998 года. Похоронен на Троекуровском кладбище.

## Научная деятельность
Область научных интересов: разведка подземных вод, гидрогеология рудных месторождений.
Разработал теоретические основы учения о месторождениях подземных вод, вошедшие в широкую практику разведочных гидрогеологических работ в СССР и России.
Выполнил исследования по изучению влияния осушения горных разработок на рудных месторождениях на изменения свойств окружающей среды.
В МГУ читал курсы «Поиски и разведка подземных вод для водоснабжения», «Гидрогеология рудных месторождений», «Гидрогеологические аспекты охраны окружающей среды».

## Основные труды
- «Эксплуатационная разведка подземных вод» (1973)
- «Подземные воды — наше богатство» (1976)
- «Гидрогеологические основы искусственного восполнения запасов подземных вод» (соавт., 1978)
- «Гидрогеологические аспекты охраны окружающей среды» (соавт., 1983)
- «Защита окружающей среды при горных разработках рудных месторождений» (соавт., 1985)
- «Гидрогеология рудных месторождений» (соавт., 1987)
- «Техногенные изменения гидрогеологических условий» (1989)
- «Научно-методические основы экологической гидрогеологии» (соавт., 1992)
- «введение в экологическую гидрогеологию» (1998)
- учебное пособие «Поиски и разведка пресных подземных вод» (1985)

## Награды
- Премия имени Ф. П. Саваренского (совместно с И. И. Рогинцем, за 1989 год) — а монографию «Гидрогеология рудных месторождений»
- Государственная премия СССР (в составе группы, за 1981 год) — за разработку теоретических основ и методики разведки пресных подземных вод и их внедрение, обеспечившие эффективное решение проблемы водоснабжения крупных городов и промышленных центров СССР
- Заслуженный деятель науки РСФСР (1978)